# Saltamartinus
Saltamartinus là một chi bọ cánh cứng trong họ 
Elateridae.
Chi này được miêu tả khoa học năm 1996 bởi Casari.

## Các loài
Các loài trong chi này gồm:
- Saltamartinus decorus (Candèze, 1857)
- Saltamartinus perroudi (Candèze, 1874)
- Saltamartinus scriptus (Candèze, 1900)
- Saltamartinus viduus (Chevrolat, 1867)